# Guerre des frères
Guerre du Liban
La guerre des frères (arabe : حرب الأخوة ; Harb al-Ikhwa) était une période de violents affrontements armés entre les rivaux Amal et le Hezbollah, les principales milices chiites du Liban, pendant les dernières étapes de la guerre civile libanaise. Les combats ont éclaté en avril 1988 et se sont déroulés par intermittence en trois phases au cours des années suivantes jusqu'à la signature d'un accord négocié par leurs bailleurs de fonds étrangers respectifs, la Syrie et l'Iran, en novembre 1990.
Le Mouvement Amal a été créé en 1974 en tant que branche armée du Mouvement des dépossédés du religieux chiite populaire Moussa Sader. Amal a soutenu l'intervention de l'armée syrienne contre l'Organisation de libération de la Palestine (OLP). Le Hezbollah, en revanche, qui a commencé comme une organisation faîtière composée d'éléments plus conservateurs de la communauté chiite du Liban, est né en 1982 en réaction à l'invasion et à l'occupation du Sud-Liban par Israël. Alors que la « guerre des camps » lancée par Amal contre l'OLP prenait fin, le Hezbollah et son rival Amal ont commencé à s'affronter au sud du Liban et dans la banlieue sud de Beyrouth.

## Événements
Le 17 février 1988, alors qu'il revenait d'une réunion avec un responsable local d'Amal, le colonel américain William R. Higgins, qui dirigeait une mission d'observation des Nations unies, a été capturé par des hommes du Hezbollah sur une route côtière. au Sud-Liban. Plus tôt ce mois-ci, ils ont également kidnappé, puis finalement relâché, deux employés de l'UNRWA dans une zone contrôlée par Amal, près de Sidon . Nabih Berri a considéré les actions du Hezbollah comme une violation territoriale et a ordonné une vaste opération de recherche et de sauvetage à Iqlim al-Tuffah à la suite de l'incident de Higgins. Le Hezbollah, tout en soutenant les demandes de ses ravisseurs, a nié toute responsabilité dans l'enlèvement. Lorsque l'opération d'Amal s'est étendue aux villages de la région contrôlée par le Hezbollah, procédant à une série d'arrestations et d'inspections de domicile à domicile, ce dernier a répondu en tuant un officier de l'armée libanaise associé à Amal et en attaquant un poste de contrôle d'Amal. à la périphérie du village de Harouf dans la région de Jabal Amel.

### Combats à Nabatieh et Ghazieh
Au cours des premières étapes de l’offensive d’Amal le 5 avril 1988, le Hezbollah a réussi à occuper Nabatieh et les villages environnants. Il s'empare des positions et des bureaux d'Amal dans la ville, ainsi qu'à Ghazieh. Dans une contre-attaque, cependant, Amal a repris Nabatieh. Il a ensuite attaqué les militants du Hezbollah à Tyr et dans ses environs, et a poussé le conflit plus au sud, jusqu'à Siddikine. Les combats se sont poursuivis sans interruption, malgré les tentatives de médiation d'un imam local à Nabatieh. Amal avait repris les positions qu'elle avait perdues plus tôt dans les combats, en plus des trois villages de Jebchit, Doueir et Zawtar, auparavant considérés comme des bastions du Hezbollah. Les affrontements armés ont été accompagnés d'une guerre psychologique, par laquelle Amal a tenté de faire pression sur son rival, Berri associant les succès militaires de son mouvement à un large soutien public. Amal a déclaré sa victoire sur « l'extrémisme et les enlèvements politiques » à la mi-avril, annonçant la fin de la présence militaire du Hezbollah dans le sud, et a expulsé un certain nombre de religieux de son rival vers la Bekaa.
Une délégation iranienne de haut niveau dirigée par Ahmad Jannati , arrivée au Liban au début du mois à la suite de la flambée de violence, a annoncé lors d'une conférence de presse le 22 avril la création d'une commission de cinq membres pour résoudre la crise, composée de lui-même et de représentants. d’Amal et du Hezbollah. La commission, cependant, n'a pas réussi à convaincre les deux parties de parvenir à un accord concernant la présence de la Force intérimaire des Nations unies (FINUL) dans le pays et le désengagement d'Israël, auxquels le Hezbollah s'est opposé. Quelques jours après la conférence de Jannati, les combats ont repris, mais cette fois dans la vallée de la Bekaa le 26 avril, et une fortification du Hezbollah dans le village méridional de Maydoum a été attaquée par des commandos israéliens le 2 mai. Cela a poussé le Hezbollah à demander une aide supplémentaire. du CGRI.

## Voir également
- Guerre civile libanaise
- Guerre des camps